# فيل دي كاسونس
فيل دي كاسونس (بالإنجليزية: Fil de Cassons)‏ هو أحد جبال سلسلة جبال الألب غلاروس وجزء من القمة الأم بيز سيغناس يقع في كانتون غراوبوندن، سويسرا. يبلغ ارتفاع الجبل حوالي 2695 متر، بينما يبلغ ارتفاع نتوء الجبل 144 متر.